# 第2航空軍 (日本軍)
第2航空軍（だいにこうくうぐん、第二航空軍）は、大日本帝国陸軍の航空軍の一つ。通称号は羽、軍隊符号は2FA。

## 沿革
1942年（昭和17年）6月、関東軍の航空兵団を改編し編成され、満州の防空を担った。当初は第2飛行師団と第4飛行師団を隷下においていたが、1944年（昭和19年）5月12日の「大陸命第1010号」により編組更改となり、両師団は南方方面に転出となった。
1945年（昭和20年）8月、ソ連対日参戦によりソ連労農赤軍と戦闘を交える中で終戦を迎えた。

## 概要

### 司令官
- 鈴木率道 中将：1942年6月1日 -
- 河辺虎四郎 中将：1943年5月19日 -
- 板花義一 中将：1944年8月8日 -
- 原田宇一郎 中将：1945年6月1日 -

### 参謀長
- 藤本鉄熊 少将：1942年6月1日 -
- 川上清志 少将：1943年5月19日 -
- 吉永朴 少将：1944年6月20日 -
- 古屋健三 少将：1945年7月16日 -

### 最終司令部構成
- 高級参謀：深井英一 大佐
- 参謀
  - 佐藤勝雄 中佐（作戦）
  - 首藤鶴吉 少佐（後方）
  - 藤田良 少佐（情報）
  - 後藤清敏 少佐
  - 有森源次 少佐
  - 山田恵一 少佐
- 高級副官：古川清 大佐
- 兵器部長：長谷川正雄 大佐
- 経理部長：山口忠雄 主計大佐
- 軍医部長：三好益来 軍医少将
- 特殊情報部長：浅海隆一 中佐

### 最終所属部隊
- 独立第15飛行団：今川一策 少将
  - 飛行第104戦隊
  - 第2航空地区司令部
  - 第14航空地区司令部
  - 第28航空地区司令部
  - 第57航空地区司令部
  - 第58航空地区司令部
- 独立第101教育飛行団：志方光之少将
- 第2航空軍第1教育隊
- 第2航空通信連隊
- 第8航空通信連隊
- 第3航空情報連隊
- 第11航空情報連隊
- 第4航空路部
- 第2気象連隊
- 関東軍航空廠：瀧昇少将
  - 第9野戦航空修理廠
  - 第10野戦航空修理廠
  - 第11野戦航空修理廠
  - 第12野戦航空修理廠
  - 第8野戦航空補給廠
  - 第9野戦航空補給廠
  - 第11野戦航空補給廠